# Lassana Palenfo

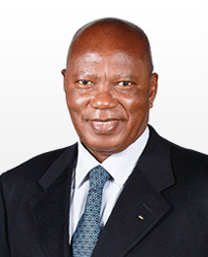
Lassana Palenfo

Lassana Palenfo (* 25. Januar 1941) ist ein ivorischer General und Sportfunktionär.

## Allgemeines
Der 1941 geborene Lassana Palenfo verließ sein Heimatland, um in Paris zu studieren. Er besuchte verschiedene Hochschulen der französischen Hauptstadt. Zudem belegte er Kurse an der Militärschule von Coëtquidan und Saint-Maixent. Nach Abschluss seiner Studien begann Palenfo eine militärische Karriere.

## Karriere beim Militär und in der Politik
Lassana Palenfo begann seine militärische Karriere im ivorischen Verteidigungsministerium. Hier war er von 1964 bis 1967 als stellvertretender Direktor der Abteilung für militärische Gesetzgebung tätig. Von 1969 bis 1971 war er stellvertretender Direktor der Verwaltung, von 1971 bis 1977 Verwaltungsdirektor. Im Anschluss daran begann seine Tätigkeit als Direktor für Finanzangelegenheiten und Ministeriumsprogrammen, die er bis 1982 durchführte. 1982 und 1983 war er Armee-Inspektor. 
Von 1983 bis 1991 war er Direktor für den sozialen Wohnungs- und Häuserbau. Danach wurde er zum Minister für Sicherheitsfragen. Den Posten hatte er bis 1993 inne. Seit 2000 ist er als Staatsminister für Sicherheitsangelegenheiten tätig.

## Karriere als Sportfunktionär
Lassana Palenfo ist ein sportbegeisterter Mensch. Als aktiver Sportler betrieb er Fußball, Schwimmen und Judo. Im Judo hat er den schwarzen Gürtel (Yondan: 4. Dan). Seit 1966 ist er Mitglied des ivorischen Judo-Verbandes, von 1972 bis 1991 war er Präsident des Verbandes. Im afrikanischen Judo-Verband war er von 1982 bis 1990 als Schatzmeister tätig, seit 1990 ist er der Verbandspräsident. Zur gleichen Zeit wurde er Vizepräsident der International Judo Federation. 
Für das NOK der Elfenbeinküste war er von 1990 bis 1999 der Vizepräsident und wurde 1999 der Präsident. Von 2005 bis 2018 war er Präsident der Association of National Olympic Committees of Africa.  

## Tätigkeiten innerhalb des IOC
2000 wurde Lassana Palenfo zum IOC-Mitglied gewählt. 2012 wurde er zum Ehrenmitglied. Er engagiert sich in mehreren IOC-Kommissionen, so seit 2002 für die Kommission Frauensport, seit 2006 für die Kommission Olympische Solidarität und seit 2008 für die Kommission Internationale Verbindungen. 2012 wurde ihm der Olympische Orden in Silber verliehen.
| Personendaten    | Personendaten                          |
| ---------------- | -------------------------------------- |
| NAME             | Palenfo, Lassana                       |
| KURZBESCHREIBUNG | ivorischer General und Sportfunktionär |
| GEBURTSDATUM     | 25. Januar 1941                        |